# シェアードリサーチ
株式会社シェアードリサーチは、企業からの依頼によって調査レポートを作成する「スポンサードリサーチ」を主たるビジネスとしたリサーチ会社である。

## 概要
シェアードリサーチは、ジュラヴリョフ・オレグにより2009年に設立された企業調査プロバイダーである。
代表ジュラヴリョフ・オレグは、1997年、INSEAD（欧州経営大学院）でMBA取得。1998年からフィデリティ投信株式会社にてアナリストとして勤務。2003年にガートモア・アセットマネジメント株式会社（現ヘンダーソン・グローバル・インベスターズ・ジャパン）に転じ、アナリスト、ファンドマネジャーを務めた。2009年、株式会社シェアードリサーチを設立。

## 沿革
- 2009年（平成21年）2月25日 - 設立。
- 2011年（平成23年）10月8日 - 宝印刷株式会社と、投資家向けリサーチ業務および上場企業向けのIR支援サービスを提供していくため業務提携を締結。
- 2023年（令和5年）1月1日‐東京都文京区から千代田区神田猿楽町に移転。